# Ana Rosa Chacón
Ana Rosa Chacón González (San José, 1889-28 de marzo de 1985) fue una educadora costarricense, partidaria de la educación para la salud, feminista y sufragista. En las primeras elecciones de 1953 después de que la mujer tuviese derecho a votar en Costa Rica, Ana Rosa Chacón se convirtió en una de las tres primeras mujeres elegidas para servir en un cargo público.

## Biografía
Ana Rosa Chacón nació en San José, el año de 1889. Asistió al Colegio Superior de Señoritas, obteniendo una titulación en Educación y Educación Física en 1907. Estudió e implementó programas que pretendían aumentar la salud de los niños a través del movimiento rítmico, incluyendo prácticas de danza y de desarrollo del cuerpo. En 1913 colaboró con el programa "Una gota de leche" junto a Ángela Acuña, Marian Le Cappellain y Sara Casal, cuyo objetivo era proporcionar leche a los niños desfavorecidos así como también educar a las madres en como realizar una alimentación adecuada fomentando la lactancia materna.
En 1919 Chacón participó de una protesta docente en contra del gobierno de Federico Tinoco Granados, por las violaciones de la ley laboral, junto con Matilde Carranza, Lilia González, Carmen Lyra, Victoria y Vitalia Madrigal, Esther de Mezerville, Teodora Ortiz, Ester Silva y Andrea Venegas.
Fue cofundadora y secretaria de la Liga Feminista Costarricense fundada en 1923, la primera organización sufragista y feminista de Costa Rica, organización presidida por Ángela Acuña.

## Fallecimiento
Ana Rosa Chacón falleció en San José, el día 28 de marzo de 1985 a los 96 años de edad.